# Richard Aßmann (Betriebsrat)

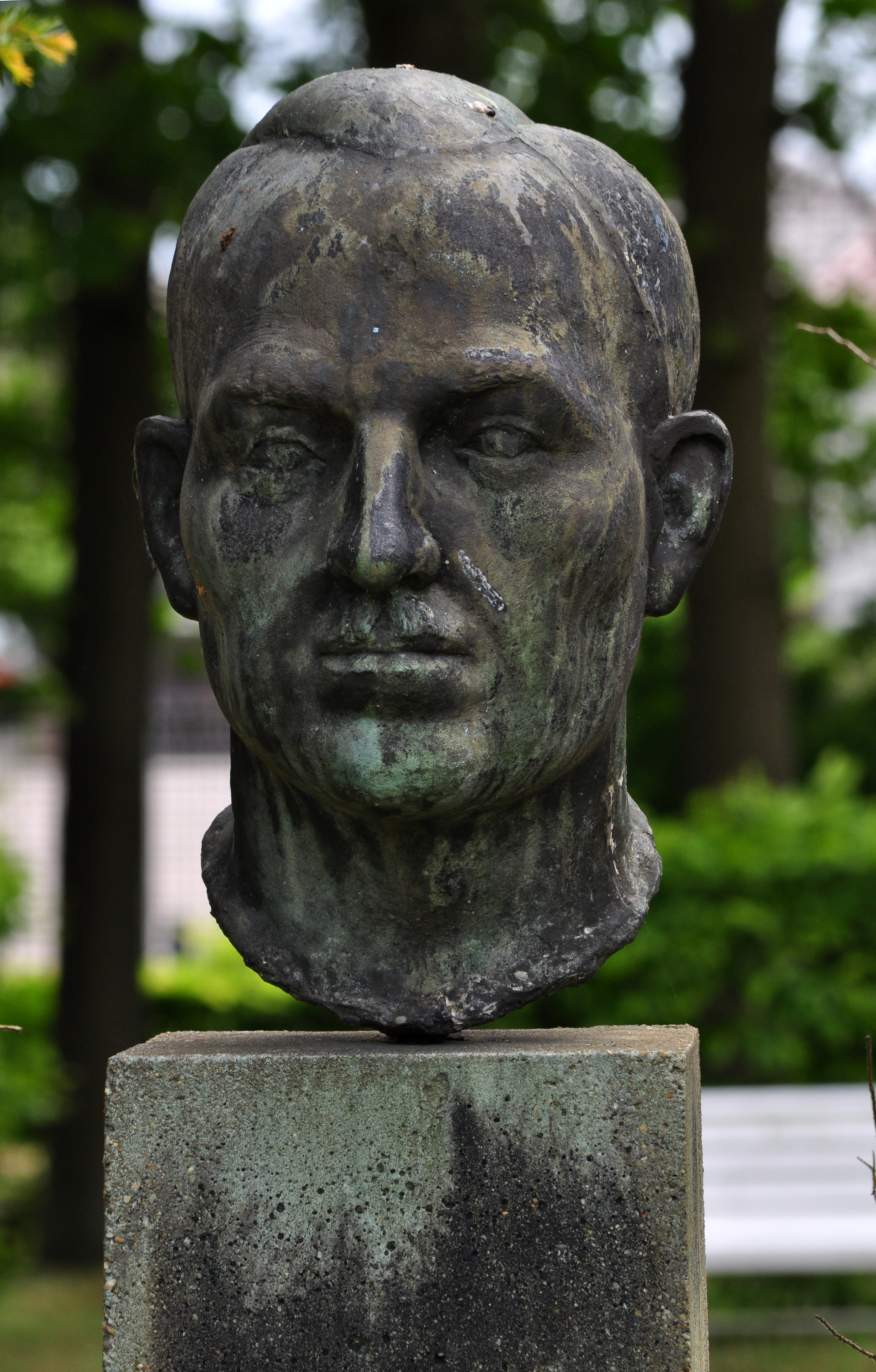
Porträtbüste Richard Aßmanns von Wolfgang Eckardt (1978) in Graal-Müritz

Richard Julius Karl Aßmann (* 16. Dezember 1875 in Berlin; † 20. Juni 1933 in Berlin-Köpenick) war ein von den Nationalsozialisten ermordeter deutscher sozialdemokratischer Arbeiterfunktionär.

## Leben

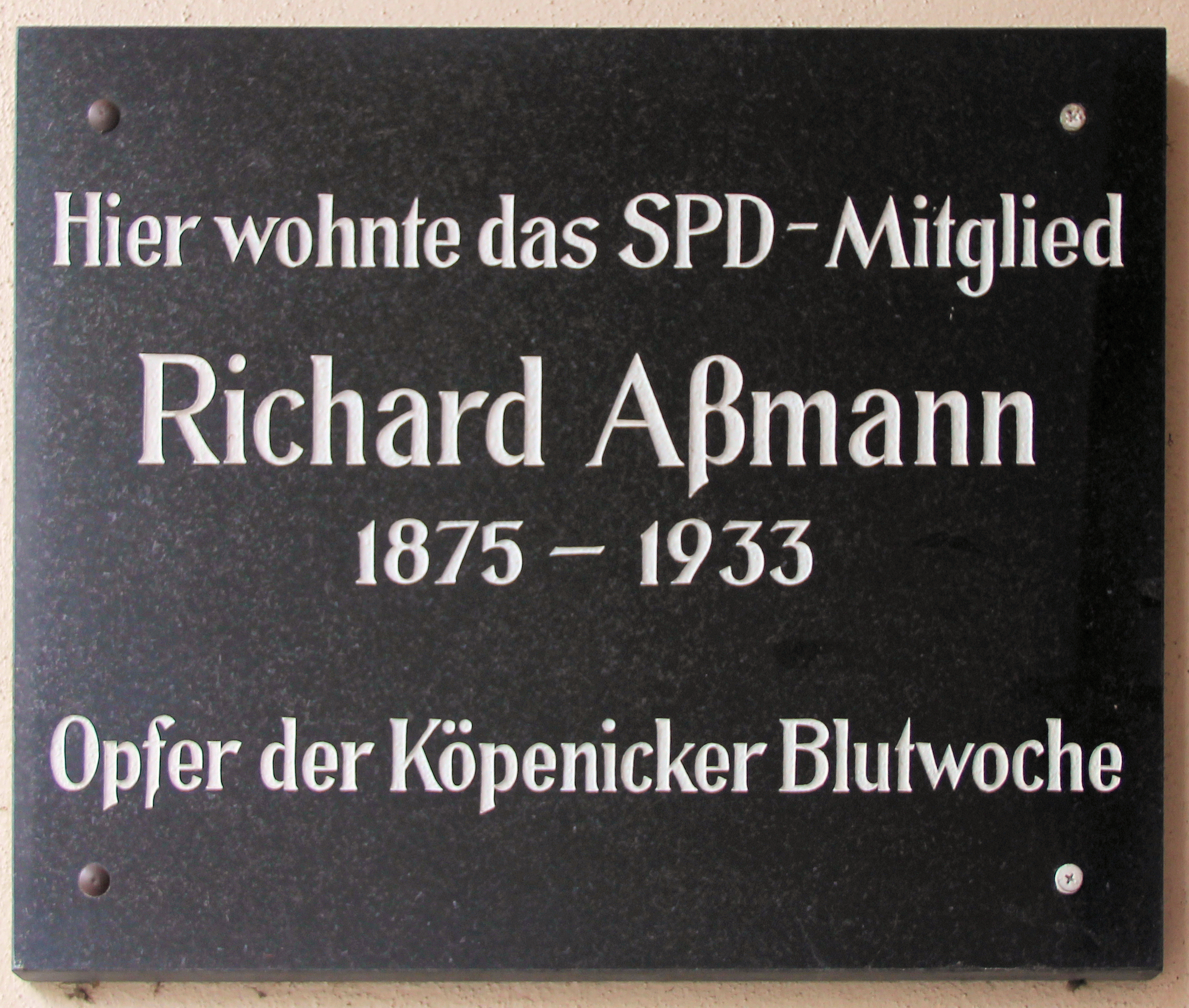
Gedenktafel am Haus Aßmannstraße 46, in Berlin-Friedrichshagen

Der Angestellte Richard Aßmann war Mitglied der SPD. In den Jahren der Weimarer Republik wurde er von den Angestellten der AOK Berlin zum Betriebsratsvorsitzenden gewählt. Aufgrund seiner Hitler-kritischen und antifaschistischen Haltung als Kreisleiter des Reichsbanners wurde er von der SA am 20. Juni 1933 aus der Straßenbahn gezerrt, in einem SA-Lokal gefoltert und ermordet. Er gilt damit als erstes Opfer der Köpenicker Blutwoche. Einer seiner Mörder war Fritz Liebenhagen, wie ein Prozess im Jahr 1950 zeigte. Sein Leichnam wurde am 11. Juli 1933 an der Dahme gefunden. „Nie mehr zurückkehrte dagegen unser Genosse Richard Aßmann, Köpenicks Reichsbannerführer. Dessen unkenntlich gemachten Leichnam fand man in einem Sack verschnürt in der Dahme. Da seine Witwe nicht in der Lage war, die Leiche zu identifizieren, begleitete mein Vater die Tochter, Hilde Aßmann, auf diesem schweren Weg. Der Tote konnte lediglich noch an der Uhr identifiziert werden.“ Er wurde auf dem Zentralfriedhof Friedrichsfelde beerdigt.
Aßmanns Tochter Hildegard (10. Oktober 1907 bis 19. August 1989) war mit dem KPD- und späteren SED-Funktionär Alexander Abusch seit dem Jahr 1931 verheiratet. Richard Aßmann war verheiratet mit Selma und hatte zwei Kinder: Hildegard und Kurt.

## Gedenken

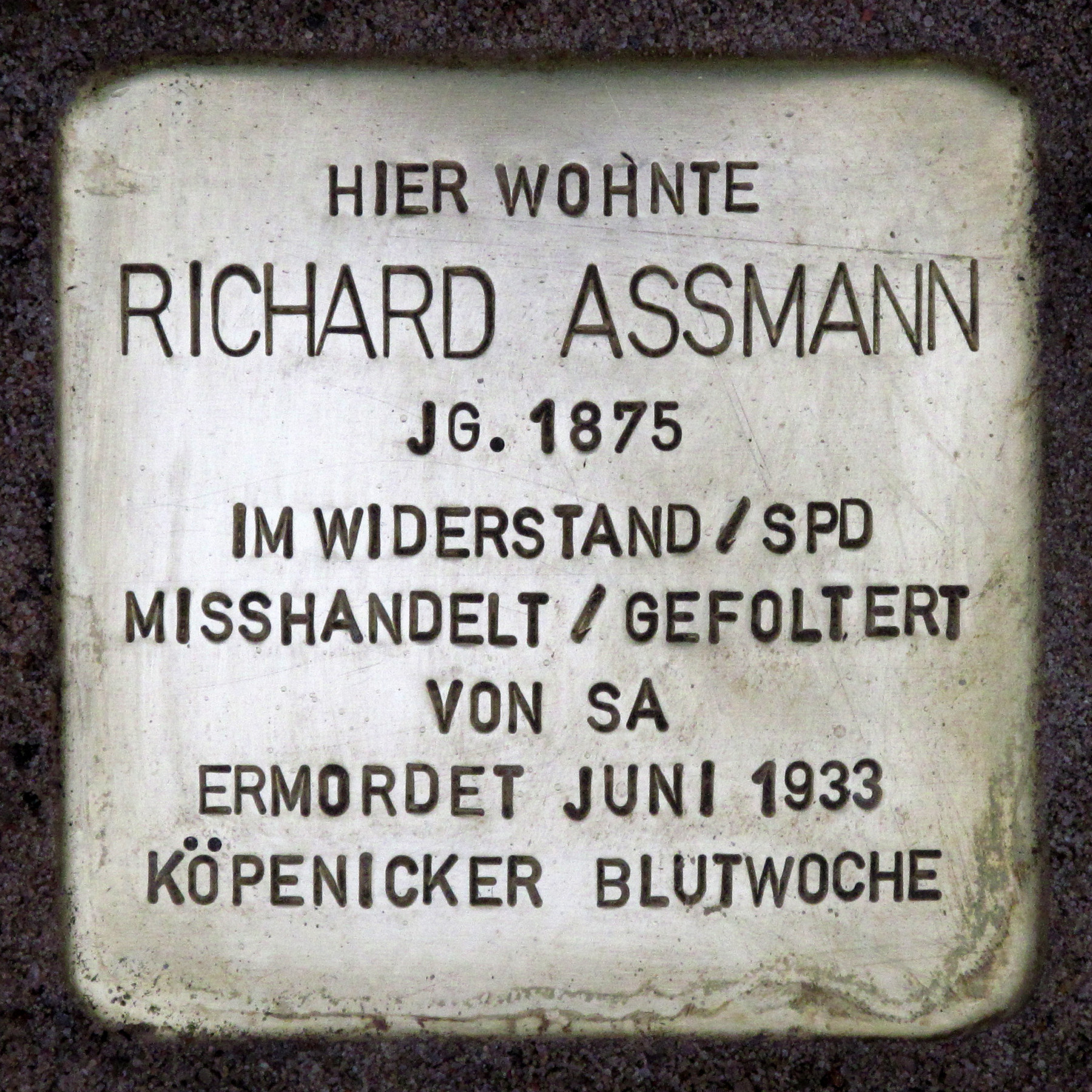
Stolperstein Richard Aßmann

- In Graal-Müritz befinden sich ein Gedenkstein sowie eine Büste von Aßmann.[8]
- In Berlin-Friedrichshagen wurde die Aßmannstraße 1947 nach Aßmann benannt;[9] eine Gedenktafel[10] und ein Stolperstein finden sich an der Aßmannstraße 46 (früher Friedrich-Straße 114).